# Sojus TMA-03M
Sojus TMA-03M ist eine Mission des russischen Raumschiffs Sojus zur Internationalen Raumstation. Im Rahmen des ISS-Programms trägt der Flug die Bezeichnung ISS AF-29S. Es war der 29. Besuch eines Sojus-Raumschiffs an der ISS und der 135. Flug im Sojusprogramm. Gleichzeitig war es der Qualifizierungsflug des modernisierten Sojus-TMA-M-Raumschiffs, ab dieser Mission starten nur noch Raumschiffe mit Digitalrechnern aus Baikonur.

## Besatzung

### Hauptbesatzung
- Oleg Kononenko (2. Raumflug), Kommandant, (Russland/Roskosmos)
- Donald Pettit (3. Raumflug), Bordingenieur, (USA/NASA)
- André Kuipers (2. Raumflug), Bordingenieur, (Niederlande/ESA)

### Ersatzmannschaft
- Juri Malentschenko (5. Raumflug), Kommandant, (Russland/Roskosmos)
- Sunita Williams (3. Raumflug), Bordingenieurin, (USA/NASA)
- Akihiko Hoshide (2. Raumflug), Bordingenieur, (Japan/JAXA)

## Missionsverlauf
Die Mission brachte drei Besatzungsmitglieder der ISS-Expeditionen 30 und 31 zur Internationalen Raumstation. Das Sojus-Raumschiff löste Sojus TMA-02M als Rettungskapsel ab. Es war die dritte Mission des Sojus-Raumschiffs mit Digitalrechnern.
Ursprünglich war der Start für Ende November 2011 vorgesehen. Aufgrund des Fehlstarts einer unbemannten Sojus-Rakete am 24. August 2011 verschoben sich alle weiteren Sojus-Starts. Sojus TMA-03M startete schließlich problemlos am 21. Dezember 2011 von der Startrampe 1 des Kosmodroms Baikonur zur ISS. Zwei Tage später koppelte das Raumschiff vier Minuten früher als geplant am russischen Modul Rasswet an.
Das Ende der Mission war für den 16. Mai 2012 vorgesehen. Allerdings wurde bei Dichtigkeitstests im Energija-Werk Koroljow die Wiedereintrittskapsel des Sojus-TMA-04M-Raumschiffs stark beschädigt. Man entschied, das komplette Raumschiff (Seriennummer 704) auszusondern und die Herrichtung des eigentlich für Sojus TMA-05M vorgesehenen Raumschiffs zu beschleunigen. Dadurch verschob sich der Start von Sojus TMA-04M auf den 15. Mai 2012 und von Sojus TMA-05M auf den 15. Juli 2012. Um auf der ISS möglichst lange mit sechs Besatzungsmitgliedern forschen zu können, wurde die Landung von Sojus TMA-03M um ca. sechs Wochen verschoben.

## Verglühen der Oberstufe über Mitteleuropa

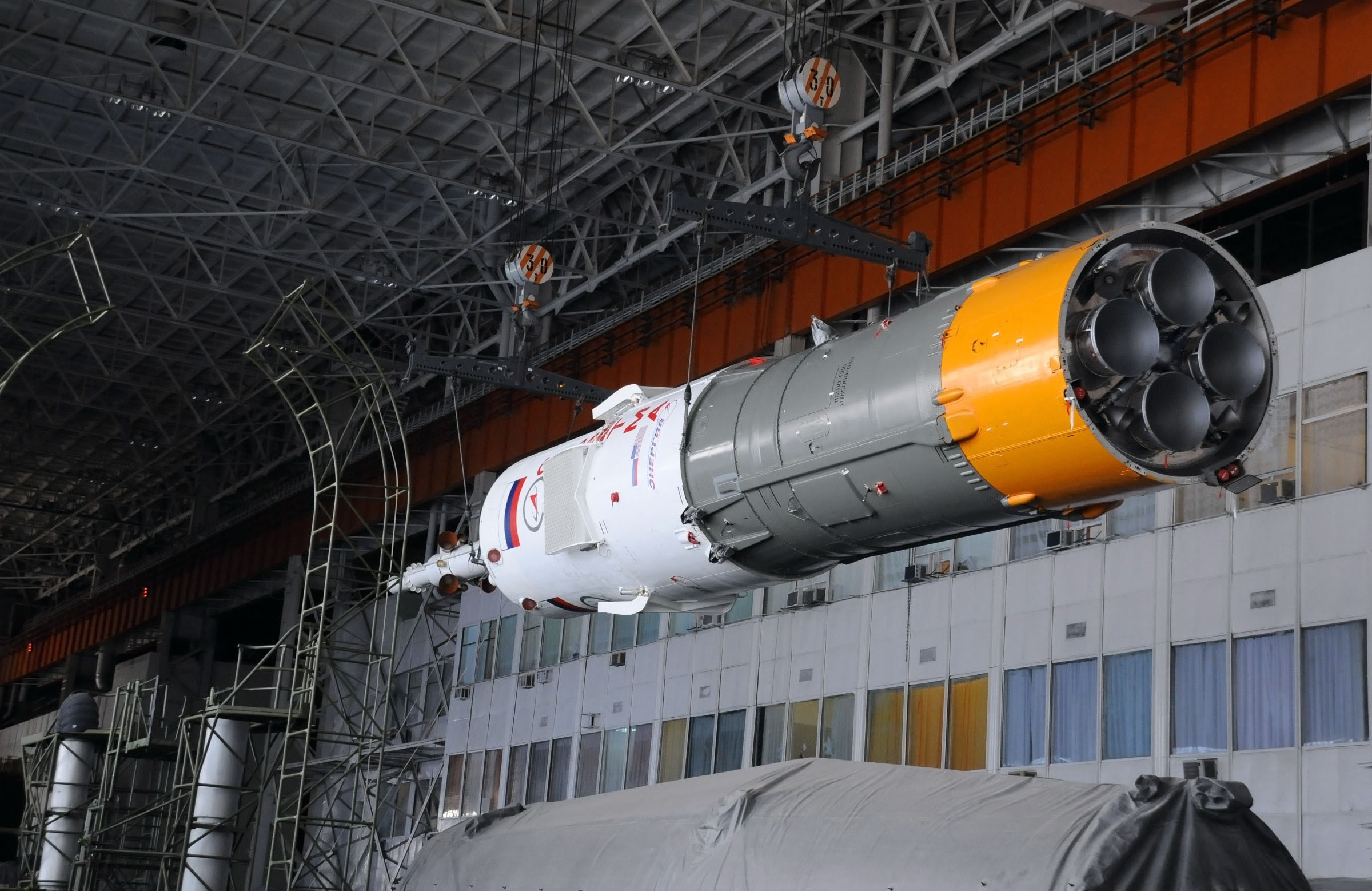
Die über Mitteleuropa verglühte Oberstufe hier mit aufgesetztem Raumschiff

Am  24. Dezember 2011 um ca. 16:27 UTC waren Teile der in der Atmosphäre spektakulär verglühenden Sojus-Rakete über Mitteleuropa zu sehen. Aus Luxemburg und Deutschland gingen zahlreiche Berichte von einem sich mit hoher Geschwindigkeit und Helligkeit bewegenden Objekt ein. Einen Tag später bestätigte die ESA, dass es sich um Teile der Sojus-Oberstufe gehandelt hatte, welche mit einer Geschwindigkeit von 25.000 bis 28.000 Kilometern pro Stunde in 80 Kilometern Höhe über der Erde verglüht sind.